# Trichocolletes hackeri
Trichocolletes hackeri is een vliesvleugelig insect uit de familie Colletidae. De wetenschappelijke naam van de soort is voor het eerst geldig gepubliceerd in 1913 door Cockerell.
De soort komt voor in regenwoud langs de oostrand van Australië.